# Sottyranner
Sottyranner (Knipolegus) är släkte i familjen tyranner inom ordningen tättingar. Släktet omfattar tolv arter som alla enbart förekommer i Sydamerika:
- Flodsottyrann (K. orenocensis)
- Rödstjärtad sottyrann (K. poecilurus)
- Amazonsottyrann (K. poecilocercus)
- Caatingasottyrann (K. franciscanus)
- Tofssottyrann (K. lophotes)
- Sammetssottyrann (K. nigerrimus)
- Andinsk sottyrann (K. signatus)
- Blygrå sottyrann (K. cabanisi)
- Blånäbbad sottyrann (K. cyanirostris)
- Grå sottyrann (K. striaticeps)
- Vitvingad sottyrann (K. aterrimus)
- Pampassottyrann (K. hudsoni)